# Paul Boersma (schaker)
Paul Boersma (1948) is een Nederlandse ex-schaker en schaakmedewerker bij het Algemeen Dagblad. In 1986 werd hem door de FIDE de titel Internationaal Meester (IM) toegekend. Hij stopte in 2006.

## Boeken van Boersma

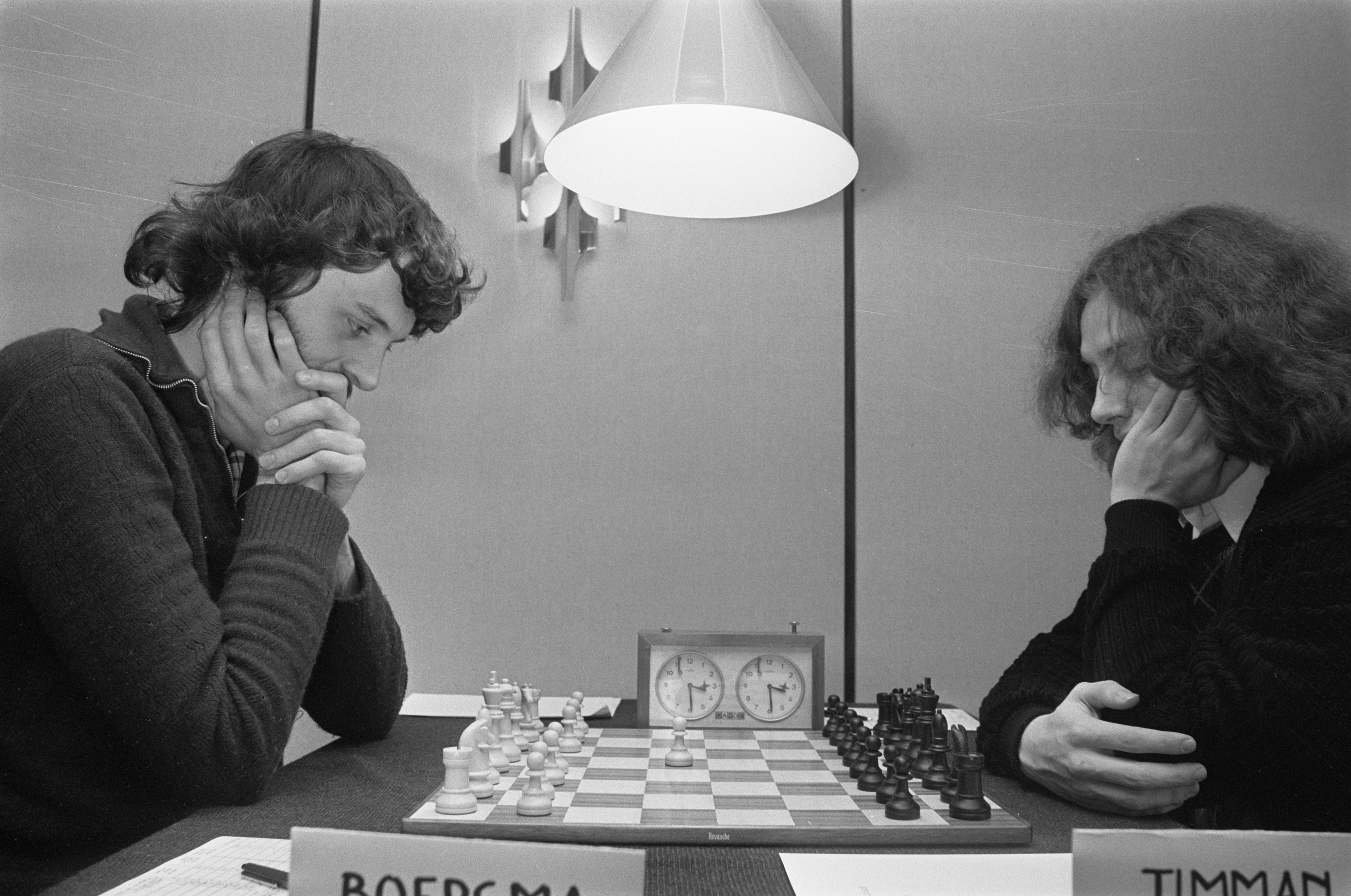
Boersma vs. Timman (1977)

Boersma is een kenner van de schaakopening Siciliaans waarover hij een aantal boeken heeft geschreven in de serie De Schaakopening:
- Siciliaans - flanksystemen
- Gesloten Siciliaans
- Siciliaans -B- afwijkende systemen